# 伊部站
伊部站（日语：／ Imbe eki */?）是位於岡山縣備前市伊部，西日本旅客鐵道（JR西日本）赤穗線的車站。車站編號為「JR-N11」。

## 歷史
- 1958年（昭和33年）3月25日 - 赤穗線日生站至此站開業，此終點站啟用。
  - 當時車站地址為岡山縣和氣郡備前町（日语：備前町）伊部。
- 1962年（昭和37年）9月1日 - 赤穗線此站至東岡山站之間開業，成為中途站。
- 1971年（昭和46年）4月1日 - 隨著備前市（第一次）成立，車站地址為岡山縣備前市伊部。
- 1987年（昭和62年）4月1日 - 伴隨國鐵分割民營化，車站由西日本旅客鐵道（JR西日本）營運。同時，備前燒傳統產業會館遷移至車站第1層。
- 2005年（平成17年）3月22日 - 隨著備前市（第二次）成立，車站地址為岡山縣備前市伊部。
- 2018年（平成30年）9月15日 - 引入可支援ICOCA的IC卡專用閘機。此站可以使用ICOCA[1]。
- 2019年（平成31年）
  - 3月1日 - 當日起，綠色窗口結業[2]。
  - 3月2日 - 綠色售票機+（日语：みどりの券売機プラス）開始使用[2]。

## 車站構造

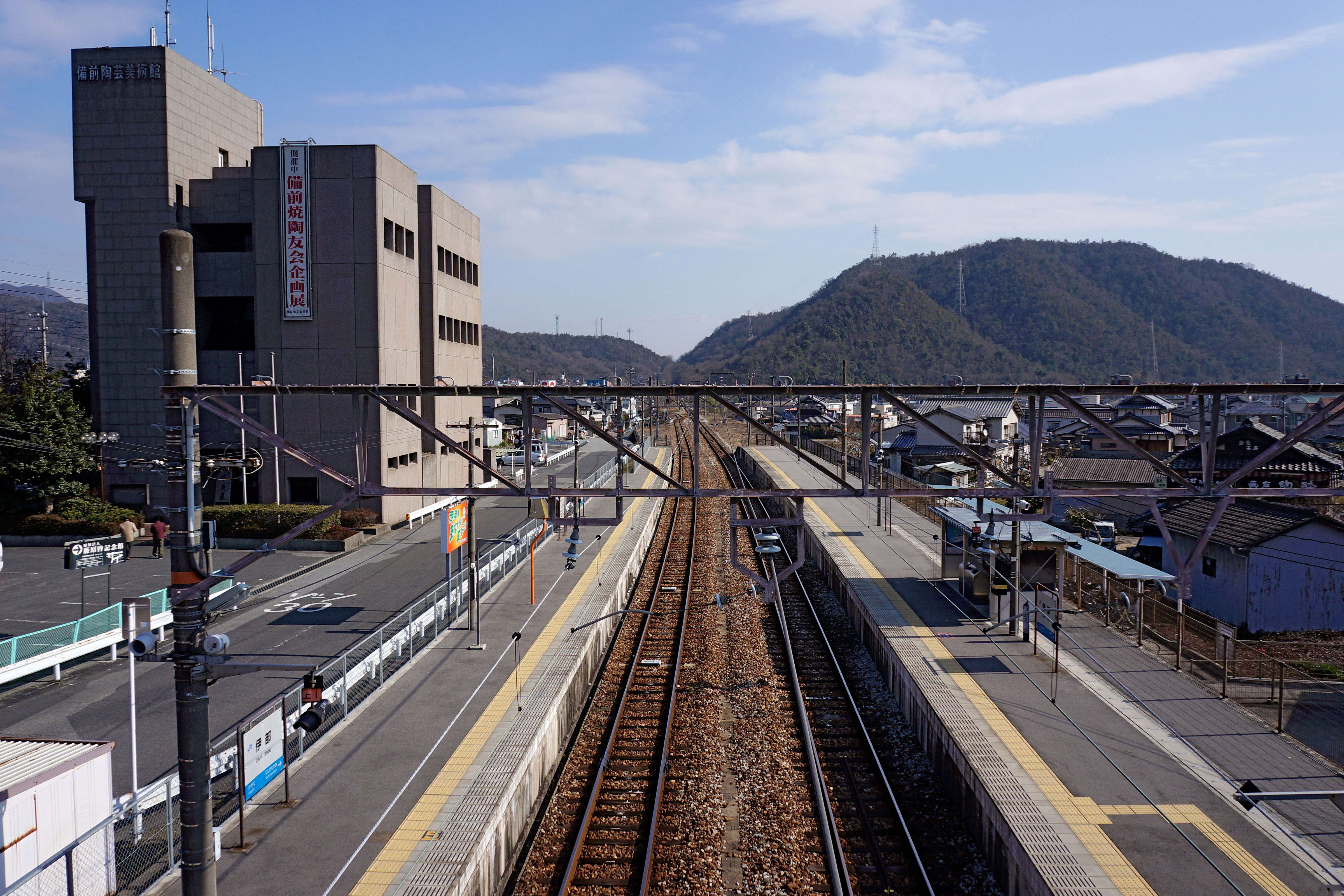
月台

車站是一座地面車站，設有2面2線的相對式月台，可進行列車交會。兩月台之間設有跨線橋連接。在車站啟用當初，設有2面3線的月台（下行月台原本為島式月台）。現時北出口與備前片上站和伊里站同樣設有平房車站大樓，在未建設跨線橋前，月台之間設有站內平交道連接。最南面的月台後來被撤走，改為伊部站南故鄉交流中心與南出口，並設有連接通道與單車停泊處。另外在北出口中，於1987年（昭和62年）備前燒傳統產業會館遷移至第1層。
此站是由東岡山站管理，並委托備前市負責櫃臺業務，為簡易委託車站。此站曾設有直營綠色窗口，只於平日營業。後來於2019年3月1日關閉，取而代之為翌日3月2日設置綠色售票機+，該售票機可購買近距離車票、ICOCA定期票、磁式定期票和不記名式ICOCA（在購買定期票時可使用信用卡）。在2006年（平成18年）3月前，綠色窗口在星期六也營業。在毎年10月第3個星期六及日，當舉行備前燒節時，會安排多名職員負責櫃臺業務。
在2018年（平成30年）9月起，此站可使用ICOCA，在站內設置了IC卡專用讀卡機（閘機）和IC卡增值機。

### 月台
| 月台 | 路線   | 上下行 | 方向                 |
| ---- | ------ | ------ | -------------------- |
| 1    | 赤穗線 | 下行   | 岡山、福山、新見方向 |
| 2    | 赤穗線 | 上行   | 播州赤穗方向         |

※截至2018年7月，各月台才開始編排月台編號。在運輸指令上，上行為1號線，與旅客資訊中的月台編號不相同。

## 使用狀況
以下為近年1日平均乘車人次列表：
| 乘車人次變化 | 乘車人次變化    |
| 年度         | 1日平均乘車人次 |
| ------------ | --------------- |
| 1999         | 517             |
| 2000         | 497             |
| 2001         | 503             |
| 2002         | 474             |
| 2003         | 471             |
| 2004         | 446             |
| 2005         | 454             |
| 2006         | 426             |
| 2007         | 437             |
| 2008         | 456             |
| 2009         | 437             |
| 2010         | 453             |
| 2011         | 432             |
| 2012         | 434             |
| 2013         | 418             |
| 2014         | 423             |
| 2015         | 436             |
| 2016         | 443             |
| 2017         | 449             |
| 2018         | 437             |

## 車站周邊
沿車站前的道路上設有商店。赤穗線沿舊國道（山陽道）行走，在舊國道上設有售賣備前燒的商店。
- 山陽Marunaka（日语：マルナカ (チェーンストア)）備前店
- 岡山縣備前警署（日语：備前警察署）
- 備前市立伊部小學
- 備前市立備前中學
- 晴朗之國岡山農業協同組合（日语：晴れの国岡山農業協同組合）（JA晴朗之國岡山）備前分店
- 市立備前醫院
- 備前伊部郵局
- 備前日生信用金庫（日语：備前日生信用金庫）總店
- 備前陶藝美術館
- 伊部天津神社
- 備前燒（日语：備前焼）的商店。
- 富國保險（日语：富国生命保険）備前営業所
- 第一生命備前分部
- 毎日新聞備前通信部
- ZAG ZAG（日语：ザグザグ）備前店
- 眼鏡之三城（日语：三城）備前店
- 宮脇書店（日语：宮脇書店）備前店
- 流行服飾館思夢樂（日语：しまむら）備前店
- THE DAISO備前店
- 國道2號
- 國道250號
- 國道374號（日语：国道374号）
- 國道484號（日语：国道484号）
- 大池
- 南出口設有較大型的單車停泊場。

## 巴士路線
- 宇野巴士（日语：宇野自動車）
  - 岡山方向 伊部站前出發⇒經香登站前、八日市（日语：八日市 (瀬戸内市)）、平島（日语：ゆめタウン平島）、中尾、長岡團地（日语：長岡団地）、兼基、二本松、表町巴士中心（日语：表町バスセンター）前往岡山站
  - 片上方向 伊部站前出發⇒前往片上（日语：片上）

## 相鄰車站
西日本旅客鐵道
 赤穗線
西片上（JR-12）－伊部（JR-N11）－香登（JR-N10）

## 注腳
1. ↑  .   [2020-04-21]. （原始内容存档于2018-05-30）.
2. 1 2  . 西日本旅客鐵道.   [2018-12-23]. （原始内容存档于2018-12-23）.
3. ↑  岡山縣統計年報

## 外部連結
- 伊部｜車站資訊：JR出門網 - 西日本旅客鐵道
- 備前燒之里　伊部